# Точилари
Точила́ри (болг. Точилари) — село в Разградській області Болгарії. Входить до складу общини Кубрат.

## Населення
За даними перепису населення 2011 року у селі проживали 370 осіб, усі — турки.
Розподіл населення за віком у 2011 році:
Динаміка населення: